# 탄도탄 작전통제소
탄도유도탄 작전통제소(彈道誘導彈 作戰統制所, 영어: Korea Theater Missile Operation Cell, KTMO Cell)는 대한민국 공군이 운영하고 있는 탄도탄 지휘소이다.

## 역사
한국형 미사일방어(KAMD)체계의 지휘통제소 역할을 하는 탄도유도탄 작전통제소(AMD-Cell)를 구축해 2012년 전력화 하기로 했다.
2012년 6월 15일, 한국군의 한 관계자는 "한국형 미사일 방어(KAMD) 체계의 핵심인 탄도탄 조기경보 레이더(이스라엘 그린파인 레이다)가 11월 중순 도입되면 이 레이더를 기반시설로 12월 중으로 AMD-cell 구축을 완료할 계획"이라고 밝혔다. 조기경보 레이더가 날아오는 탄도미사일을 탐지하면 AMD-cell에서 요격체계를 갖춘 부대에 미사일을 요격하는 명령을 하달하는 방식으로 KAMD 체계가 구축된다고 이 관계자는 설명했다. 군 관계자는 "AMD-cell은 공군 패트리엇 요격체계, 중앙방공통제소(MCRC)와 시스템을 연동할 것"이라면서 "시스템 연동은 1개월이면 충분하다"고 전했다.
그러나, 개발을 담당한 삼성SDS가, 기술부족 등을 이유로, 미국 업체에 개발을 의뢰하면서, 사업이 2년 지연되었다.
2019년 11월 4일, 한화시스템이 국방과학연구소와 460억원 규모의 탄도탄 작전통제소(KTMO-Cell) 체계개발사업 계약을 체결했다. 탄도탄 작전통제소는 24시간 무중단 운용되는 임무중심체계로, 탐지체계로부터 수신한 적 탄도탄 항적 정보에 대한 처리, 위협 평가와 무장 할당의 교전 통제, 발사 위치정보 기반 공격 작전 지원 등을 수행한다. 국방과학연구소 주도 하에 한화시스템이 2022년까지 시제개발을 진행한다. 특히 중앙집중형 작전 구현을 위해 최신 전술데이터링크 기술을 기반으로 조기경보레이다 등 주요 탐지 자산과 천궁II, 패트리어트, 장거리 지대공 미사일 등 첨단 공격 자산을 통합하게 된다.

## 그린파인 레이더
한국 공군은 2014년에 그린파인 레이더 블록-B 2기를 도입해 운용하고 있으며, 2017년 4월에 그린파인 레이더 블록-C 2기 추가 도입을 결정했다. 미국 사드 레이더 1기가 성주에 있어서, 한국에 배치된 장거리 조기경보 레이더는 모두 5대이다. 이 5대의 장거리 조기경보 AESA 레이더는 전국에 분산 배치된 패트리어트 미사일, 천궁 미사일의 단거리 AESA 레이더와 연동된다.
시스템 연동이 어렵다는 뉴스도 많이 보도되고 있지만, 시스템 연동은 1개월이면 충분하다는 보도도 있다.

## 하이브리드 한국형 미사일 방어체계
빈센트 K. 브룩스 전 주한미군 사령관이 "사드+그린파인 하이브리드 레이더가 더욱 효과적이며, 사드 추가배치는 필요 없다."고 밝혀, 사드 추가배치 논란을 잠재웠다.